# Izoklakeïta
La izoklakeïta és un mineral de la classe dels sulfurs. Rep el nom del llac Izok (en anglès, Izok lake), al Canadà.

## Característiques
La izoklakeïta és una sulfosal de fórmula química Pb27(Cu,Fe,Ag)₂(Sb,Bi)19S57. Cristal·litza en el sistema ortoròmbic. La seva duresa a l'escala de Mohs oscil·la entre 3,5 i 4. Forma una sèrie de solució sòlida amb la giessenita.
Segons la classificació de Nickel-Strunz, la izoklakeïta pertany a «02.H - Sulfosals de l'arquetip SnS, amb Cu, Ag, Fe, Sn i Pb» juntament amb els següents minerals: aikinita, friedrichita, gladita, hammarita, jaskolskiïta, krupkaïta, lindströmita, meneghinita, pekoïta, emilita, salzburgita, paarita, eclarita, giessenita, kobellita, tintinaïta, benavidesita, jamesonita, berryita, buckhornita, nagyagita, watkinsonita, museumita i litochlebita.

## Formació i jaciments
Va ser descrita gràcies als exemplars trobats en dos indrets: al llac Izok, al districte Mackenzie de Nunavut, al Canadà; i a les mines Vena, a Hammar, al comtat d'Örebro, Suècia. També ha estat descrita en altres indrets de l'Argentina, Bolívia, els Estats Units, Àustria, Itàlia, Polònia, Romania, Eslovàquia, Suïssa, Rússia, la República Popular de la Xina i el Japó.